# Albu(…)
Albu[…] war ein römischer Maler, der in der frühen oder hohen Kaiserzeit in der gallo-römischen Stadt Andemantunnum, dem heutigen Langres, tätig war.
Er ist nur von einer unvollständig erhaltenen, zwischen 1 und 300 n. Chr. datierten Inschrift bekannt, die in Langres gefunden wurde und ihn als Maler („pictor“) ausweist. Sie lautet:
Albu[…] Pic[tor]
Sein Name ist möglicherweise als Albus zu ergänzen.